# Bahnhof Schliersee
Der Bahnhof Schliersee ist ein Kopfbahnhof im Markt Schliersee an den Bahnstrecken Holzkirchen–Schliersee und Schliersee–Bayrischzell. Er ist seit 1. August 1869 in Betrieb und wird heute im Stundentakt von Zügen der Bayerischen Oberlandbahn bedient.

## Geschichte
Die Miesbacher Kohlengesellschaft erreichte 1861 den Bau einer Abzweigstrecke von Holzkirchen, das bereits 1857 durch die Mangfalltalbahn eine Verbindung nach München erhalten hatte, über Darching und Thalham nach Miesbach. Der Bau der Strecke wurde von der Kohlengesellschaft selbst übernommen, ihr Hauptinteresse war ein erleichterter Abtransport der damals in Miesbach geförderten Kohle. In den folgenden Jahren gewann der Abbau im südlich von Miesbach gelegenen Bergwerk Hausham zunehmende Bedeutung, so dass eine 7,35 Kilometer lange Streckenverlängerung nach Hausham und Schliersee gebaut wurde. Der zusätzliche Streckenteil wurde 1869 eröffnet.
Im Bahnhof Schliersee erfolgte ab diesem Zeitpunkt auch die Lokomotiven-Instandhaltung und Zugbildung für die Kohlenzüge. In den 1890er Jahren wurde der Bahnhof erweitert, erhielt 1893 ein zweistöckiges Übernachtungsgebäude für Bahnmitarbeiter und ein Telegraphenamtsgebäude, 1896 einen zweigleisigen Lokschuppen (der bereits 1900 auf vier Gleise erweitert wurde) am östlichen Kopfende des  Bahnhofes mit einer Drehscheibe sowie eine 115 Meter lange Laderampe aus Holz. Auch nach der Verlängerung der Strecke über Schliersee hinaus nach Fischbachau, Osterhofen und Bayrischzell im Jahr 1911 blieb der Bahnhof ein Kopfbahnhof und wurde zu einem der seltenen Spitzkehrenbahnhöfe, in dem die Züge zur Weiterfahrt wenden müssen. Im Jahr 1913 wurde das Stellwerk der Bauart Krauss zwischen den beiden Ausfahrgeisen errichtet, das Bahnhofsgelände erreichte seine größte Ausdehnung und verfügte über neun Gleise.

## Bahnhofsgebäude
Das eigentliche Empfangsgebäude des Bahnhofs Schliersee wurde in den 1870er Jahren errichtet und hob sich gegenüber den anderen Gebäuden entlang der gesamten Strecke durch eine repräsentative Gestaltung im spätklassizistischen Stil einer italienischen Villa hervor, die wegen Schliersees Stellung als Fremdenverkehrsort gewählt worden war. Als Architekten werden Friedrich von Bürklein und Gottfried von Neureuther vermutet, ihre Beteiligung ist aber nicht gesichert.

## Bahnsteige
| Gleis | Länge in m | Höhe in cm | Nutzung                       |
| ----- | ---------- | ---------- | ----------------------------- |
| 2     | 123        | 76         | Züge in Richtung Bayrischzell |
| 3     | 123        | 76         | Züge in Richtung München      |

## Rückbau und Umwandlung
Nach den 1960er Jahren war auch Schliersee von einer schrittweisen Reduzierung der Bahninfrastruktur betroffen: 1969 schloss die Stückgutabfertigung im Bahnhof. Der Lokschuppen wurde im Dezember 1978 abgerissen. Die Bahnanlagen wurden 1984 auf drei Bahnsteiggleise und ein Abstellgleis im Norden zurückgebaut. 1988 wurde die örtliche Bahnverwaltung aufgegeben. Im September 1989 folgte der Wagenladungsverkehr. 1999 wurden die Gleisanlagen noch einmal umgebaut, die Seitenbahnsteige wurden aufgegeben und zwischen Gleis 2 und 3 ein Mittelbahnsteig angelegt, das Umsetzen war durch den Einsatz von Triebwagen überflüssig geworden, und so endeten die Gleise nun stumpf. 2005 wurde das gesamte, mittlerweile ungenutzte Empfangsgebäude von einem Investor aus Schliersee übernommen. Begründet mit der schlechten Bausubstanz wurde das historische Gebäude nicht saniert, sondern in den Jahren 2008 bis 2010 durch einen Neubau ersetzt, der sich eng an der äußeren Erscheinung des Vorgängerbaus orientierte. Als „Palais am Bahnhof“ sind in dem Gebäude heute eine Gaststätte („Weihenstephaner“) sowie Einzelhandels- und Büroflächen untergebracht.

## Verkehr
| Linie | Strecke                                                                             | Taktfrequenz                                                                    |
| ----- | ----------------------------------------------------------------------------------- | ------------------------------------------------------------------------------- |
| RB55  | München Hbf – München Donnersbergerbrücke – Holzkirchen – Schliersee – Bayrischzell | Stundentakt, im Berufsverkehr und Ausflugsverkehr Verstärkerzüge bis Schliersee |